# Фирсово 1-е
Фи́рсово 1-е — село в Сретенском районе Забайкальского края России. Входит в состав сельского поселения «Фирсовское».

## География
Село находится недалеко от левого берега реки Шилка, на расстоянии 29 км (по прямой) к северо-востоку от города Сретенск, административного центра района. 

### Климат
Климат характеризуется как резко континентальный с продолжительной холодной малоснежной зимой и коротким тёплым летом. Среднегодовая температура воздуха составляет −5,3 — +3 °С. Средняя многолетняя температура самого холодного месяца (января) составляет −28 — −24 °С (абсолютный минимум — −55 °С), температура самого тёплого (июля) — 16 — 19 °С (абсолютный максимум — 40 °С). Безморозный период длится в течение 80 — 100 дней. Среднегодовое количество осадков — 350—400 мм.

### Часовой пояс
Село Фирсово 1-е, как и весь Забайкальский край, находится в часовой зоне МСК+6. Смещение применяемого времени относительно UTC составляет +9:00.

## История
Село основано в 2013 году согласно Закону Забайкальского края от 25 декабря 2013 года:

## Население
| 2021 |
| ---- |
| 3    |